# Rodolfo Zamalloa Loaiza
Rodolfo Zamalloa Loaiza fue un abogado y político peruano. 
Nació en el Cusco el 4 de diciembre de 1919. Estudió en el Colegio Ciencias y en el Colegio San Francisco de Asís. Estudió derecho en la Universidad Nacional de San Antonio Abad del Cusco, graduándose como abogado en 1950. Luego del terremoto de 1950, lideró los esfuerzos para lograr la reconstrucción de la ciudad. Por más de 15 años, fue Gerente de la Cámara de Comercio del Cusco. Entre los años de 1950 y 1963 fue catedrático de las Facultades de Derecho y Ciencias Económicas de la UNSAAC.
Fue elegido diputado por el departamento del Cusco en 1963 en las elecciones generales de ese año en las que salió elegido por primera vez Fernando Belaúnde Terry. Luego del Gobierno Revolucionario de las Fuerzas Armadas, fue reelecto como diputado por el departamento del Cusco en 1980. Durante su gestión fue coautor de la Ley General de Cooperativas N°15260, del texto sustitutorio del Código Civil, de la revisión de la ley de Títulos Valores, la ley de Fomento de la Cultura y la ley del bicentenario de Túpaq Amaru.
Llegó a ser miembro de la Mesa Directiva de la Cámara de Diputados y coordinador de su grupo parlamentario. Promovió la construcción del actual aeropuerto Velasco Astete, la ampliación de la Hidroeléctrica de Machupicchu y el mejoramiento de la infraestructura educativa del Cusco. En el campo cultural, gestionó la adquisición de la Casa Garcilaso para la sede de la Casa de la Cultura, impulsó el registro fonográfico de los Cuatro Grandes de la Música Cusqueña, la ley que instituyó el Feriado del Corpus Christi y, junto con el alcalde Gilberto Muñiz, promovió la proclamación del Centro histórico del Cusco como "Patrimonio Cultural del Mundo" en la VII Convención de Alcaldes celebrada en 1976 en Turín y Milán que fue la base para que la UNESCO declarara al Cusco como Patrimonio Cultural de la Humanidad.
Fue concejal de la Municipalidad; miembro de la Academia de la Lengua Quechua y el Instituto Americano de Arte; asesor del Sindicato de Choferes, la Compañía de Bomberos, la Compañía Cervecera y la Alianza Francesa; así como miembro de los directorios de la Sociedad de Beneficencia, Fundación Arqueológica Ernesto Gunther, Mutual Cusco, Banco de los Andes y el Centro Peruano de Ahorro y Préstamo. Perteneció al Colegio de Abogados del Cusco.
Fue distinguido con la Orden del Sol del Perú en el Grado de Oficial otorgada por el presidente Manuel Prado, la Condecoración de la Orden del Trabajo y las Medallas de Oro de las Municipalidades del Cusco y Wánchaq.